# Журавльова (Талицький міський округ)
Журавльо́ва (рос. Журавлёва) — присілок у складі Талицького міського округу Свердловської області.
Населення — 75 осіб (2010, 91 у 2002).
Національний склад станом на 2002 рік: росіяни — 100 %.